# Valentin Porte
Valentin Porte (7 de septiembre de 1990, Versailles, Francia), es un jugador de balonmano profesional francés, que juega desde el 2016 en el Montpellier HB de su país natal. También es un miembro habitual de la selección de balonmano de Francia, con la que debutó en 2013 y desde entonces ha participado en todos los grandes campeonatos.

## Carrera
Debutó internacionalmente con la selección de balonmano de Francia contra Argentina en el año 2013 en un partido de preparación del Campeonato del Mundo de 2013 celebrado en España, siendo su primera convocatoria en un gran torneo, aunque los franceses no pudieron acceder a semifinales y quedaron sextos, perdiendo con Croacia en cuartos de final.
Su primera victoria en un torneo con Francia fue en el Campeonato de Europa de 2014, donde consiguió anotar 9 goles en la final ante Dinamarca.
Durante las temporadas 2014-15 y 2015-16, fue nominado a mejor lateral derecho de la Liga Francesa, pero finalmente no puede elegido como tal.
En el verano de 2016, firmó por el Montpellier HB, un fichaje que ya se había hecho oficial año y medio antes, ya que acaba contrato y llega libre. Ese mismo verano, fue seleccionado para jugar los Juegos Olímpicos de Río de Janeiro 2016 donde obtuvo la medalla plata con la selección francesa, y fue elegido mejor lateral derecho de la competición.

## Equipos
- Fenix Toulouse (2008-2016)
- Montpellier HB (2016-presente)

## Palmarés

### Selección nacional
| Juegos Olímpicos   | Juegos Olímpicos     | Juegos Olímpicos  | Juegos Olímpicos |
| Año                | Lugar                | Medalla           |                  |
| ------------------ | -------------------- | ----------------- | ---------------- |
| 2016               | Río de Janeiro       | Medalla de plata  |                  |
| 2020               | Tokio                | Medalla de oro    |                  |
| Campeonato Mundial |                      |                   |                  |
| Año                | Lugar                | Medalla           |                  |
| 2015               | Catar                | Medalla de oro    |                  |
| 2017               | Francia              | Medalla de oro    |                  |
| 2019               | Alemania y Dinamarca | Medalla de bronce |                  |
| 2023               | Polonia y Suecia     | Medalla de plata  |                  |
| Campeonato Europeo |                      |                   |                  |
| Año                | Lugar                | Medalla           |                  |
| 2014               | Dinamarca            | Medalla de oro    |                  |
| 2018               | Croacia              | Medalla de bronce |                  |
| 2024               | Alemania             | Medalla de oro    |                  |

### Montpellier
- Liga de Campeones de la EHF (1): 2018
- Supercopa de Francia (1): 2018

### Distinciones individuales
- Mejor Lateral Derecho de los Juegos Olímpicos (2016)